# Phileris anae
Phileris anae är en tvåvingeart som beskrevs av Tsacas 1976. Phileris anae ingår i släktet Phileris och familjen rovflugor. Inga underarter finns listade i Catalogue of Life.